# Benquerencia de la Serena
Benquerencia de la Serena este un oraș din Spania, situat în provincia Badajoz din comunitatea autonomă Extremadura. Are o populație de 972 de locuitori.